# ГЕС Сан-Рокі
ГЕС Сан-Рокі (порт. Usina Hidrelétrica de São Roque) — гідроелектростанція, що споруджується на південному сході Бразилії у штаті Санта-Катарина. Знаходячись між малою ГЕС Pery (30 МВт, вище за течією) та ГЕС Гарібальді, входить до складу каскаду на річці Каноас, яка є правим витоком Уругваю.
У межах проекту річку перекриють комбінованою греблею, що включатиме кам'яно-накидну частину із глиняним ядром та ділянку з ущільненого котком бетону. Висота споруди становитиме 67,8 метра при довжині 860 метрів, а утворене нею водосховище матиме площу поверхні 45,8 км2 та коливання рівня під час операційної діяльності між позначками 746 та 760 метрів НРМ.
Зі сховища ресурс спрямовуватиметься у короткий — 40 метрів — канал, з якого починатимуться три водоводи по 63 метри. Вони живитимуть три турбіни типу Френсіс потужністю по 47,3 МВт, які при напорі 48,6 метра повинні забезпечити виробництво біля 800 млн кВт-год електроенергії на рік.
Видача продукції відбуватиметься по ЛЕП, розрахованій на роботу під напругою 230 кВ.
Будівництво станції почалось у 2013 році, проте в 2016-му при готовності 78,6 % зупинилось через фінансові проблеми інвестора, що виникли внаслідок корупційного скандалу. Наразі компанія Engevix шукає можливості для відновлення робіт.